# Pilaar van Karchung

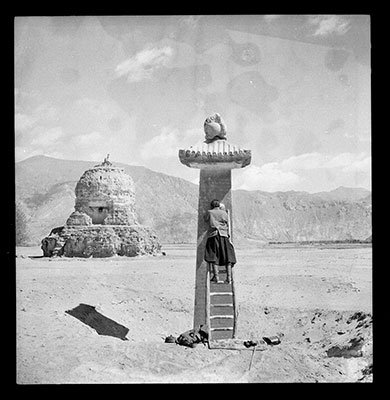
De Tibetaanse assistent van Hugh Richardson kopieert de inscriptie op de pilaar van Karchung

De   pilaar van Karchung   werd gebouwd in dezelfde periode als de tempel van Karchung. De inwijding daarvan vond plaats in 812 in de regeerperiode van Sadnaleg, (ook Tri Desongtsen), (r. 800-ca. 815).
De tempel was al in de historische periode van Tibet vervallen tot een ruïne. De laatste restanten van de tempel en de pilaar werden in de Culturele Revolutie geheel vernietigd.
Er stond  op de pilaar een zeer  uitgebreide inscriptie.  De tekst van de inscriptie geeft een overzicht van de geschiedenis van de steun voor het boeddhisme door de koningen van het Tibetaanse rijk. Die steun voor het boeddhisme werd vooral zichtbaar in de door de koningen gerealiseerde bouwprojecten van tempels en kloosters. De tekst geeft daar een opsomming van. 
De tekst vernieuwt de eed van zijn vader Trisong Detsen (742-ca. 800) zoals verwoord in de tekst op de  pilaar van Samye. De tekst op de pilaar van Karchung gaat nog iets verder.
De tekst op de pilaar van Samye spreekt alleen over de intenties van de koning en een kleine groep anderen het boeddhisme als de voor hen leidende religieuze beweging te accepteren.
In de tekst op de pilaar van Karchung wordt voor het eerst de ambitie uitgesproken dat dit voor geheel Tibet en al zijn inwoners zou moeten gelden. 
 De Tsenpo en zijn nakomelingen zullen vanaf de tijd dat ze jong zijn tot de tijd dat ze als koning van het rijk functioneren leraren krijgen die hen de doctrine zullen onderwijzen totdat ze die beheersen. En zo zal de poort waardoor geheel Tibet de doctrine zal leren en toepassen nooit gesloten worden. 
 En voor de Tibetanen van de edelen tot aan alle  onderdanen zal de poort die naar de bevrijding leidt nooit gesloten zijn en zal vanuit diegenen die daartoe in staat zijn abten benoemd worden die het onderricht van de Boeddha uitvoeren
 Dit is nu tot principe en uitgangspunt van het handelen gemaakt, geautoriseerd en in overeenstemming met de registratie van de hemelse en koninklijke bezittingen. Wij zullen deze eed altijd naleven en nooit veranderen. Wij bidden dat de supramundane en mundane goden en geesten getuige van de eed mogen zijn. Zo zweert de tsenpo en al zijn ministers deze eed.
De tekst van de inscriptie maakt echter ook duidelijk, dat er in deze periode nog aanzienlijke weerstand bij de elite was tegen het boeddhisme. Er wordt in de tekst met nadruk betoogd, dat wie zich ook uitspreekt tegen het boeddhisme dit niet het resultaat zal  hebben dat het boeddhisme niet meer ondersteund zou worden. 
Er worden zevenenzestig personen benoemd met vermelding van hun functies die deze eed gezworen hebben. Daarbij een aantal vrouwen van Sadnaleg, hoewel niet zijn belangrijkste vrouw. Voor de eerste keer worden nu twee boeddhistische ministers met naam genoemd, de eerste ministers van het Tibetaanse rijk die openlijk hun boeddhistische overtuiging uitdragen. 